# British Home Championship 1925/26
De British Home Championship van 1925/26 was de 37e editie van de British Home Championship. Het toernooi werd gehouden van 24 oktober 1925 tot en met 17 april 1926. Schotland werd kampioen.

## Eindstand
| Team          | Gsp | W | G | V | DV | DT | DS | Ptn |
| ------------- | --- | - | - | - | -- | -- | -- | --- |
| Schotland     | 3   | 3 | 0 | 0 | 8  | 0  | +8 | 6   |
| Noord-Ierland | 3   | 1 | 1 | 1 | 3  | 4  | +1 | 3   |
| Wales         | 3   | 1 | 0 | 2 | 3  | 7  | –4 | 2   |
| Engeland      | 3   | 0 | 1 | 2 | 1  | 4  | –3 | 1   |

## Wedstrijden
|                                                    |               |       |          |                                                                                   |
| 24 oktober 1925 «onderlinge duels» 15:00 uur (UTC) | Noord-Ierland | 0 – 0 | Engeland | Windsor Park, Belfast Toeschouwers: 30.000 Scheidsrechter: George Nunnerley (ENG) |
| 24 oktober 1925 «onderlinge duels» 15:00 uur (UTC) |               |       |          | Windsor Park, Belfast Toeschouwers: 30.000 Scheidsrechter: George Nunnerley (ENG) |

|                                    |       |                                                      |           |                                                                                  |
| 31 oktober 1925 «onderlinge duels» | Wales | 0 – 3                                                | Schotland | Ninian Park, Cardiff Toeschouwers: 18.000 Scheidsrechter: Ernest Pinckston (ENG) |
| 31 oktober 1925 «onderlinge duels» |       | 75' Johnny Duncan 85' Adam McLean 88' William Clunas |           | Ninian Park, Cardiff Toeschouwers: 18.000 Scheidsrechter: Ernest Pinckston (ENG) |

|                                                     |                                           |       |       |                                                                                  |
| 13 februari 1926 «onderlinge duels» 15:00 uur (UTC) | Noord-Ierland                             | 3 – 0 | Wales | Windsor Park, Belfast Toeschouwers: 35.000 Scheidsrechter: Peter Craigmyle (SCO) |
| 13 februari 1926 «onderlinge duels» 15:00 uur (UTC) | Billy Gillespie 10' Sammy Curran 23', 80' |       |       | Windsor Park, Belfast Toeschouwers: 35.000 Scheidsrechter: Peter Craigmyle (SCO) |

|                                     |                                                    |       |               |                                                                               |
| 27 februari 1926 «onderlinge duels» | Schotland                                          | 4 – 0 | Noord-Ierland | Ibrox Stadium, Glasgow Toeschouwers: 25.000 Scheidsrechter: Noel Watson (ENG) |
| 27 februari 1926 «onderlinge duels» | Hughie Gallacher 14', 48', 65' Andy Cunningham 40' |       |               | Ibrox Stadium, Glasgow Toeschouwers: 25.000 Scheidsrechter: Noel Watson (ENG) |

|                                                 |                  |       |                                        |                                                                                  |
| 1 maart 1926 «onderlinge duels» 15:00 uur (UTC) | Engeland         | 1 – 3 | Wales                                  | Selhurst Park, Londen Toeschouwers: 23.000 Scheidsrechter: William Russell (ENG) |
| 1 maart 1926 «onderlinge duels» 15:00 uur (UTC) | Billy Walker 47' |       | 43', 57' Jack Fowler 56' Willie Davies | Selhurst Park, Londen Toeschouwers: 23.000 Scheidsrechter: William Russell (ENG) |

|                                                  |          |                  |           |                                                                                |
| 17 april 1926 «onderlinge duels» 15:00 uur (UTC) | Engeland | 0 – 1            | Schotland | Old Trafford, Stretford Toeschouwers: 49.429 Scheidsrechter: Tom Dougray (SCO) |
| 17 april 1926 «onderlinge duels» 15:00 uur (UTC) |          | 36' Alex Jackson |           | Old Trafford, Stretford Toeschouwers: 49.429 Scheidsrechter: Tom Dougray (SCO) |